# Mk 7 5インチ砲
Mk 7 5インチ51口径砲（Mk 7 5"/51 caliber guns）は、1907年から1920年代にかけて、アメリカ海軍の初期の軽巡洋艦の主砲や、戦艦の副砲として用いられた。この砲は、名前の通り直径5インチの砲弾を、砲弾直径の51倍の長さを持つ砲身から撃ち出す。この口径法については、口径を参照のこと。

## 概要

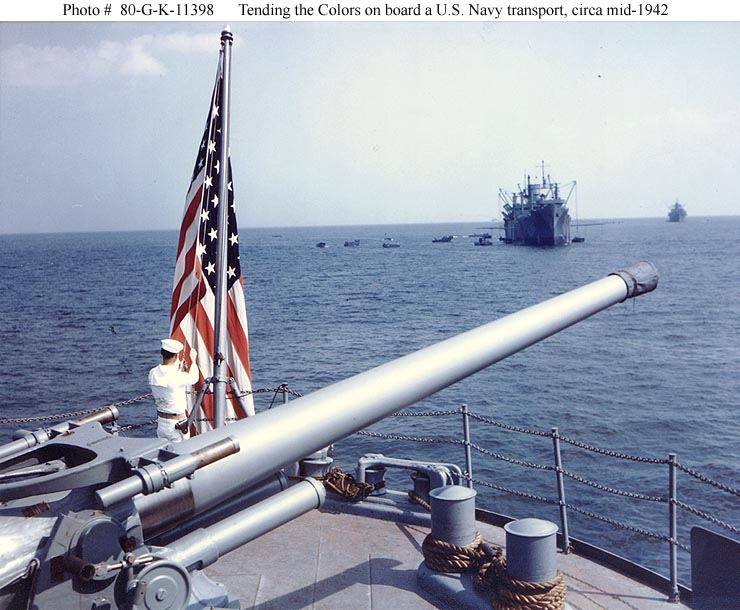
米海軍の輸送船に装備された
5インチ51口径砲（1942年中頃撮影）

この砲は組立砲（en:built-up gun）方式で、内筒と砲身全体を覆う外筒から成り、片開きの隔螺式鎖栓とスミス・アズベリー機構（Smith-Asbury mechanism）を備え、重量は約5トンだった。一部の形式では、内筒にテーパーがかけられているものもあった。約11kgの無煙火薬を装薬として用い、約23kgの砲弾を発射した場合、その初速は960m/sで、射程は最大仰角20度で15kmだった。砲身命数は900発とされていた。
対空火力の強化が必要であるという認識（特に、真珠湾奇襲以降）の高まりと共に、5インチ38口径両用砲の装備が推奨されるようになっていき、この砲を副砲として装備していた旧型戦艦から取り外され、代わりに5インチ38口径両用砲や5インチ25口径対空砲が装備された。近代化改修されたり、廃籍となった戦艦から発生した余剰の5インチ51口径砲は、アメリカ沿岸警備隊のカッター、補助艦艇、護衛空母、沿岸砲台、潜水艦、武装商船などに搭載された。1941年12月のウェーク島攻略戦で、5インチ51口径砲を用いたアメリカ海兵隊の沿岸砲兵は大きな効果を挙げたとされている。

## 搭載艦艇
- オリンピア (防護巡洋艦) - 初期武装の5インチ40口径砲10門、8インチ35口径砲4門を、この砲で代替
- チェスター級軽巡洋艦[4]
- フロリダ級戦艦}[5]
- ワイオミング級戦艦[6]
- ニューヨーク級戦艦[7]
- ネヴァダ級戦艦[8]
- ペンシルベニア級戦艦[9]
- ニューメキシコ級戦艦[10]
- テネシー級戦艦[11]
- コロラド級戦艦[12]
- バラクーダ級潜水艦[13] - 元はV-1級と呼ばれたグループで、後にSS-163からSS-165までの通し番号を振られ、それぞれ『バラクーダ』、『バス』、『ボニタ』と改名。
- ラングレー型航空母艦
- ロング・アイランド級護衛空母[14]
- サンガモン級護衛空母[15]
- チャージャー型護衛空母[16]
- ボーグ級護衛空母s[17]
- タンバー級潜水艦
- en:USCG Tampa Class Cutters[18]
- en:USCG Lake Class Cutters[18]
- en:USCG Treasury Class Cutters[18]
- en:Banff class sloops[18]

## イギリス軍への供与
第一次世界大戦時には、イギリス海軍の本拠地であるスカパ・フロー泊地の沿岸砲台として配備されたこともある。
第二次世界大戦時には、レンドリース法に基づき、この砲がイギリス軍に供与された。また、この内のいくつかはニュージーランドまで送られ、沿岸砲台として配備された。